# Loi Kansas-Nebraska

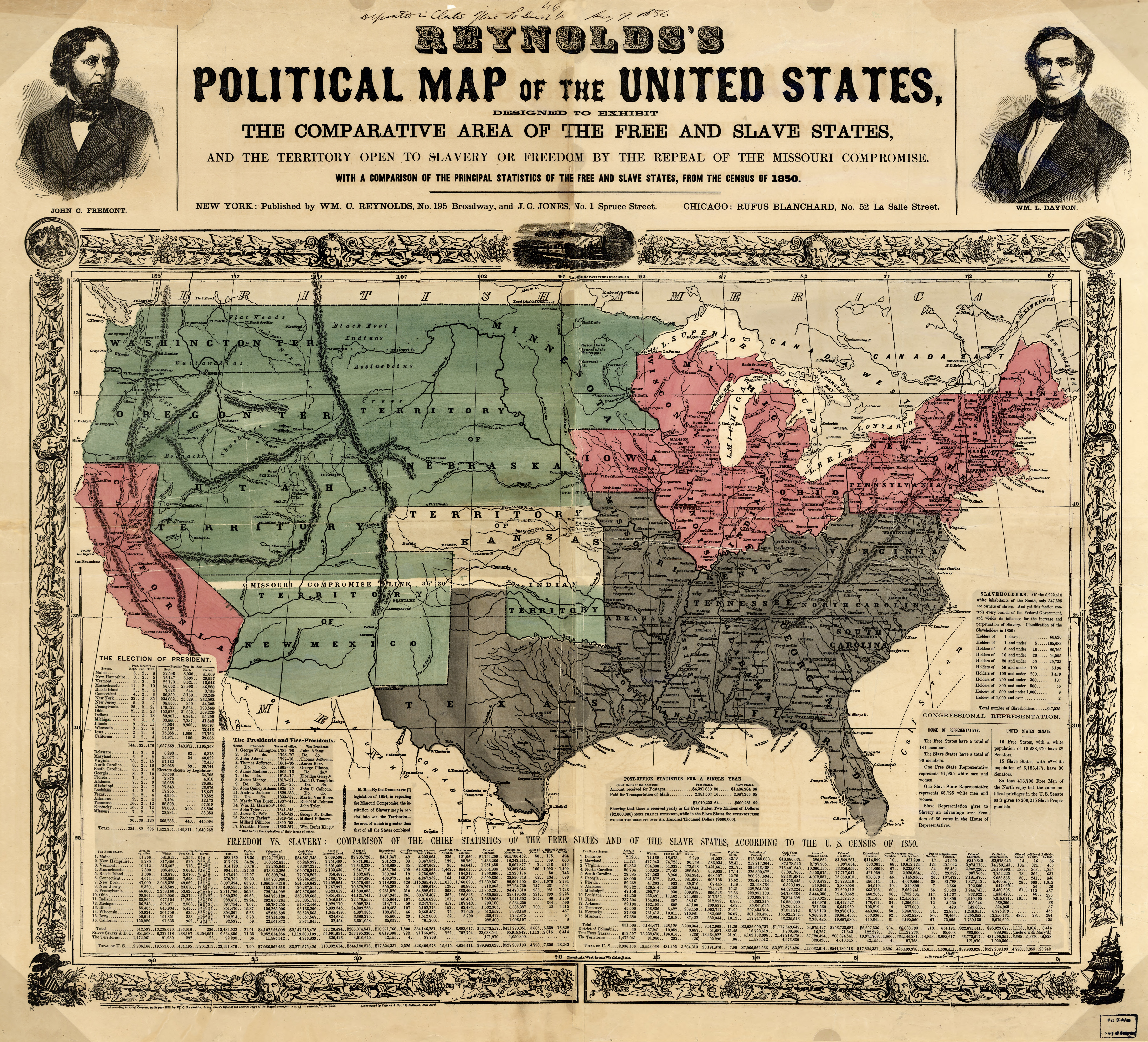
Cette carte de 1856 montre les États esclavagistes (gris), les États abolitionnistes (rouge) et les territoires américains (vert) avec le Kansas (non coloré).

La loi Kansas-Nebraska (Kansas-Nebraska Act) du 30 mai 1854 crée les territoires du Kansas et du Nebraska, organise des terres nouvelles, abroge le compromis du Missouri de 1820, et permet aux immigrants installés dans ces territoires de décider si oui ou non ils y introduiront l’esclavage. À l’origine, l’objectif de cet Acte du Kansas-Nebraska est d’ouvrir des perspectives à une ligne de chemin de fer transcontinentale (Mideastern Transcontinental Railroad). Le problème surgit lorsqu’apparaît dans le projet de loi l’expression « souveraineté populaire » (« popular sovereignty » en anglais). La loi est rédigée par le sénateur démocrate de l’Illinois, Stephen A. Douglas. Les États-Unis ont obtenu un grand nombre de terres en 1803 durant la période « Louisiana Purchase ».

## Contexte politique
Le texte dispose que les pionniers pourront voter pour décider d’introduire ou non l’esclavage, au nom de la « souveraineté populaire ». Douglas espère que cela va détendre les relations entre le Nord et le Sud, parce que le Sud pourra étendre l’esclavage à de nouveaux territoires alors que le Nord a déjà le droit de l’abolir dans ses États. Sans surprise, les opposants à l’esclavage dénoncent la loi, la considérant comme une concession accordée au pouvoir esclavagiste du Sud. Profondément divisé par la question le parti whig entre en déclin. Le nouveau Parti républicain, qui se crée dans l’opposition à cette loi, se donne pour objectif d’arrêter l’expansion de l’esclavage et devient très vite la force politique dominante dans tous les États du Nord.
En outre, alors que les intentions des promoteurs de la loi étaient de favoriser la concorde en laissant aux populations des territoires le droit de se déterminer dans un sens ou dans l'autre, les conséquences sont inverses : les États progressistes encouragent des colons abolitionnistes à partir vers ces territoires, les États pro-esclavage font de même. Sur place les affrontements éclatent rapidement,.
Les opposants à cette loi y virent le triomphe du pouvoir esclavagiste et créèrent le nouveau Parti républicain pour le combattre. Cet acte est considéré comme une étape-clé sur le chemin qui conduira à la guerre de Sécession.
Désireux de voir les territoires occidentaux colonisés, Stephen A. Douglas, sénateur de l'Illinois et président du comité du sénat pour les territoires, a proposé et soutenu l'acte Kansas-Nebraska lors du congrès de 1854.

## Conséquence
Puisque la plupart des territoires occidentaux s'étendaient au nord de la ligne de division définie par le compromis du Missouri, ils étaient « déjà » en dehors des territoires autorisés à pratiquer l'esclavage. Les représentants sudistes ont alors agi de façon à préserver leur prédominance au Sénat à l'aide d'une dérogation. Évitant ce problème, l'acte du Kansas-Nebraska a rendu désuet le compromis du Missouri et a permis l'esclavagisme dans ces nouveaux territoires par « la souveraineté populaire ». Le résultat fut une série de violences et de meurtres appelées Bleeding Kansas entre 1854 et 1861, opposant les colons pro et anti-esclavage dans le nouveau territoire du Kansas, les confrontations entre les deux groupes et le « bourrage des urnes » choquant dans de nombreux États de l'Est, et se révélant à l'origine de la guerre de Sécession.